# Rio Berzunți
O Rio Berzunţi é um rio da Romênia afluente do Rio Moreni, localizado no distrito de Bacău.